# Makyta
Makyta (deutsch: Makita) ist der höchste und massivste Gipfel des westlichen Teils des Javorník-Gebirges an der Grenze zwischen Tschechien und Slowakei. Er befindet sich auf den Katastern der Gemeinden Valašská Senice und Huslenky im Okres Vsetín, Zlínský kraj sowie Lazy pod Makytou und Lysá pod Makytou im Okres Púchov im Trenčiansky kraj.
Am Berg verläuft die Wasserscheide zwischen der March und der Waag. Am südwestlichen Hang entspringt in einer Höhe von 840 m n. m. der Fluss Senice, der in die Vsetínská Bečva und weiter in die March entwässert. Bäche, die im Südosten des Gipfels entspringen, fließen über die Biela voda in die Waag.

## Zugang und Infrastruktur
Auf der Makyta befindet sich eine Kreuzung markierter touristischer Wege, die vierte Station des Lehrpfades  Javorníky - hřeben, ein hölzerner Unterstand für Touristen und ein Gipfelbuch. Die Aussicht ist beschränkt, der ehemals hier aufgestellte hölzerne Aussichtsturm zerstört. An dem rotmarkierten Wanderweg vom Papajské sedlo ist ein Brunnen mit einer ergiebigen Quelle.
Auf den Gipfel führen einige markierte Wanderwege von der tschechischen und der slowakischen Seite der Grenze - rot vom Papajské sedlo und sedlo pod Radošovem, grün von Huslenky und Lazy pod Makytou, blau von Francova Lhota und gelb von Lysá pod Makytou. Der Aufstieg ist relativ anspruchsvoll, der Höhenunterschied beträgt bis zu 400 Meter.

## Flora und Fauna
Die Wälder an den Hängen der Makyta haben sich einen naturnahen Charakter erhalten, es überwiegt Waldmeister-Buchenwald (Galio odorati-Fagetum) mit natürlicher Verjüngung, in höheren Lagen geht er in einen Schluchtwald (Tilio-Acerion) über. Die Flora ist für Buchenwälder der Karpaten typisch und weist einen reichen Frühlingsaspekt auf. Die ausgedehnten und wenig beeinträchtigten Wälder bieten günstige Lebensbedingungen für seltene und bedrohte Tierarten. Unter anderem brüten hier der Weißrückenspecht, der Dreizehenspecht und die Hohltaube. An großen Raubtieren wurden Braunbär, Wolf und Eurasischer Luchs beobachtet, die aus der Slowakei nach Mähren wandern. Der Gipfel ist Teil der ersten Zone zweier Landschaftsschutzgebiete (CHKO Beskydy und CHKO Kysuce) mit höchster Schutzstufe. An den Nordhängen des Berges wurde im Jahr 2008 auf 187 Hektar das Naturreservat Makyta ausgerufen.